# Zhu Fangyu
Zhu Fangyu (朱芳雨S, Zhū FāngyǔP; Liuzhou, 5 gennaio 1983) è un ex cestista cinese.

## Carriera
Con la Cina ha disputato tre edizioni dei Giochi olimpici (Atene 2004, Pechino 2008, Londra 2012), due dei Campionati mondiali (2002, 2006) e cinque dei Campionati asiatici (2003, 2005, 2009, 2011, 2013).